# Posolcz (Białoruś)
Posolcz (biał. Посальч; ros. Посольч) – wieś na Białorusi, w obwodzie grodzieńskim, w rejonie werenowskim, w sielsowiecie Bieniakonie, przy granicy z Litwą.
Dawniej wsie Posolcz Mała i Posolcz Wielka oraz folwark Kazimierzowo. W dwudziestoleciu międzywojennym leżały w Polsce, w województwie nowogródzkim, w powiecie lidzkim, w gminie Bieniakonie.
Miejscowość leży nad Solczą, przy granicy z Litwą. Na drugim brzegu rzeki, po stronie litweskiej, znajduje się miejscowość o takiej samej nazwie.